# Smoleńsk-Biełorusskij
Smoleńsk-Biełorusskij (ros. Смоленск-Белорусский) – przystanek kolejowy w miejscowości Smoleńsk, w obwodzie smoleńskim, w Rosji. Leży na linii Moskwa - Mińsk - Brześć.